# Klub (Politik)
Ein Klub (kurz für Parlamentsklub) ist in der österreichischen Politik eine Gruppe von Abgeordneten einer politischen Partei auf verschiedenen politischen Ebenen von der Gemeinde bis hin zum österreichischen Nationalrat. Der oder die Vorsitzende eines Klubs heißt Klubobmann bzw. Klubobfrau, ebenso nennt man einen Klubdirektor im Sinne eines Geschäftsführers.
Auch im polnischen Sejm wird die Bezeichnung Klub verwendet.
Gleichbedeutend zum Klub im österreichischen Nationalrat ist der Begriff Fraktion sowohl im österreichischen Bundesrat als auch in der deutschen und schweizerischen Politik in Verwendung; das Äquivalent zum Klubobmann ist in Deutschland der Fraktionsvorsitzende, in der Schweiz der Fraktionspräsident.
Das freie Mandat der Mitglieder des Nationalrates und des Bundesrates ist bundesverfassungsrechtlich durch Art. 56 Abs. 1 des Bundes-Verfassungsgesetzes (B-VG) verankert. Danach sind die Mitglieder des Nationalrates und die Mitglieder des Bundesrates bei der Ausübung dieses Berufes an keinen Auftrag gebunden. Der Abgeordnete ist bei der Entscheidungsfindung demnach nur seinem Gewissen unterworfen und von einer Bindung an den Parteiwillen oder eine andere Gruppe, zum Beispiel seinen Wahlkreis, bei seiner Entscheidungsfindung frei – im Gegensatz zu einem imperativen Mandat. Der im Zusammenhang mit den genannten Gesetzgebungsorganen oft diskutierte so genannte Klubzwang (siehe: Fraktionszwang) existiert also nicht. Allerdings wird das freie Mandat in der Realität durch eine Klubdisziplin eingeschränkt. Dies bedeutet, dass die bei klubinternen Abstimmungen unterlegene Minderheit bei der Abstimmung im Parlament sich der klubinternen Mehrheit beugt und ebenso wie diese abstimmt.

## Nationalrat

### Definition
Die Abgeordneten können sich zu Klubs zusammenschließen, um die Arbeit zu erleichtern. Klubs nehmen im österreichischen Parlamentarismus eine wichtige Rolle ein: sie dürfen Initiativanträge stellen, Klubs haben das Recht in der Präsidialkonferenz des Nationalrats vertreten zu sein, und sie können eine dringliche Anfrage an ein Regierungsmitglied stellen. Parlamentarischen Klubs stehen finanzielle Mittel aus Steuergeldern zur Verfügung. Zusätzlich bekommen Parteien mit einem assoziierten Parlamentsklub auch Förderungen für Politische Bildung.
Nach § 7 des Bundesgesetzes über die Geschäftsordnung des Nationalrates (Geschäftsordnungsgesetz 1975) haben Abgeordnete derselben wahlwerbenden Partei das Recht, sich in einem Klub zusammenzuschließen. In der Regel bilden also Abgeordnete, die auf einer Wahlliste kandidieren, einen Parlamentsklub. Bei Abgeordneten unterschiedlicher Parteien kann der Nationalrat eine Klubbildung erlauben. Damit ein Klub anerkannt wird, müssen darin mindestens fünf Abgeordnete vertreten sein.
In der politischen Praxis finden sich die Abgeordneten jeweils einer Partei in einem einzigen Klub zusammen. Einzelne Abgeordnete, die im Laufe der Wahlperiode austreten, agieren meist als wilde Abgeordnete und haben wesentlich weniger Rechte als solche, die in Klubs organisiert sind.
Seit der Änderung des § 7 des Geschäftsordnungsgesetzes mit Beschluss des Nationalrates vom 6. Juli 2013, veröffentlicht am 19. Juli 2013, ist die Bildung eines Klubs nur mehr innerhalb eines Monats nach der Konstituierung des Nationalrates zulässig. Angehörige derselben wahlwerbenden Partei haben dabei das Recht sich zu einem einzigen Klub zusammenzuschließen, wird von diesen die Bildung von mehr als einem Klub bekannt gegeben, so ist die zahlenmäßig größere Gruppe anzuerkennen, bei zahlenmäßig gleich großen Gruppen diejenige, welcher die listenerste Person des jeweiligen Bundeswahlvorschlages angehört. Angehörige nicht derselben wahlwerbenden Partei bedürfen zur Klubbildung, die ebenfalls nur innerhalb eines Monats nach dem ersten Zusammentritt des Nationalrates an gerechnet erfolgen kann, der Zustimmung des Nationalrates.

### Auslegung dieser Definition
Mit der Gründung des Liberalen Forums (LIF) im Februar 1993 wurde mit der Tradition eines Klubs für eine Partei gebrochen: Fünf Abgeordnete erklärten ihren Austritt aus der Freiheitlichen Partei Österreichs (FPÖ) und die Gründung eines eigenen parlamentarischen Klubs. Daraufhin entbrannten Diskussionen, wie das „sich in einem Klub zusammenzuschließen“ zu interpretieren sei: Wenn einem ein Zahlwort ist, ist lediglich ein Klub pro Partei erlaubt. Ist einem andererseits ein Artikel, so erlaubt dies die Gründung mehrerer Klubs pro Partei. Das Präsidium des Nationalrats entschied schließlich, die entsprechende Passage so auszulegen, dass es die Gründung des neuen Klubs erlaubte. Die vom Klub der FPÖ beim Verfassungsgerichtshof eingebrachte Beschwerde, die sich gegen die auf Grund der geringeren Mitgliederzahl reduzierte Klubfinanzierung richtete, scheiterte. Der Verfassungsgerichtshof befasste sich im Verfahren jedoch nicht mit der Frage, ob die Bildung des neuen Clubs zulässig war.  Der Verfassungsgerichtshof stellte 2002 in einem Erkenntnis fest, dass eine gleichlautende Passage in der Wiener Stadtverfassung mehrere Klubs pro Partei zulässt.
Bei der Gründung des Bündnisses Zukunft Österreich (BZÖ) im April 2005 wurde hingegen die Legalität eines fast geschlossenen Übertritts eines Klubs zu einer neuen Partei kaum noch kontrovers debattiert.
Seit der oben angeführten Geschäftsordnungsänderung vom Juli 2013 ist die Bildung eines Klubs nach Verstreichen von mehr als einem Monat nach dem ersten Zusammentritt des Nationalrates nicht mehr möglich.

## Bundesrat
Die Fraktionen des Bundesrates werden hingegen als solche bezeichnet. Sie werden von Fraktionsvorsitzenden geführt.
Nach § 14 Abs. 1 der Geschäftsordnung des Bundesrates (GOBR) haben Bundesräte, die auf Grund von Vorschlägen derselben Partei durch die Landtage gewählt werden, das Recht, sich zu einer Fraktion zusammenzuschließen. Für die Anerkennung als Fraktion ist der Zusammenschluss von mindestens fünf Bundesräten erforderlich. Gemäß § 14 Abs. 2 GOBR können Bundesräte, bei denen die Voraussetzungen nach § 14 Abs. 1 GOBR nicht zutreffen, sich nur mit Zustimmung des Bundesrates zu einer Fraktion zusammenschließen.

## Landtage
In den Landtagen der einzelnen Bundesländer können sich Landtagsfraktionen ab einer bestimmten Größe – meistens ab mindestens drei Abgeordneten – zu einem „Landtagsklub“ zusammenschließen und erhalten dann weiterreichende finanzielle und organisatorische Unterstützung vom Landtag, wie etwa Klubräumlichkeiten oder Klubmitarbeiter; Klubobfrauen bzw. Klubobmänner beziehen viel höhere Gehälter als Abgeordnete.

## Gemeinderat
In den Gemeinderäten heißen die Gemeinderatsfraktionen „Gemeinderatsklub“ und werden ebenfalls von Klubobleuten geführt.